# HC MONACObet Banská Bystrica
Le HC MONACObet Banská Bystrica est un club de hockey sur glace de Banská Bystrica en Slovaquie. Il évolue en Extraliga, le premier échelon slovaque.

## Historique
Le club est créé en 1922. Il a changé plusieurs fois de nom au cours de son histoire :
- 1922 - Slávia Banská Bystrica
- 1939 - ŠK Banská Bystrica
- 1948 - Sokol NV Banská Bystrica
- 1953 - Slovan Banská Bystrica
- 1958 - Červená Hviezda Banská Bystrica
- 1962 - Iskra Smrečina Banská Bystrica
- 1993 - ŠK Iskra Banská Bystrica
- 1995 - Iskra Zlatý Bažant Banská Bystrica
- 1999 - ŠaHK Iskra Banská Bystrica
- 2005 - HC´05 Banská Bystrica
- 2015 - HC´05 iClinic Banská Bystrica
- 2020 - HC´05 Banská Bystrica
- 2024 - HC MONACObet Banská Bystrica

## Palmarès
- Vainqueur de la 1.liga : 2006.
- Vainqueur de l'Extraliga : 2017, 2018 et 2019.